# Abelardo Jurema

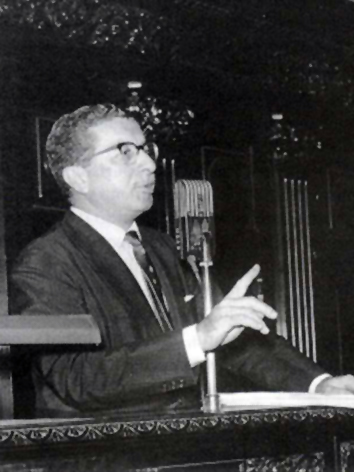
Abelardo Jurema (1959)

Abelardo de Araújo Jurema (* 15. Februar 1914 oder 1915 in Itabaiana, Paraíba; † 9. Februar 1999 in João Pessoa, Paraíba) war ein brasilianischer Rechtsanwalt, Journalist und Politiker, der unter anderem zwischen 1953 und 1957 Mitglied des Bundessenats sowie von 1959 bis 1963 Mitglied der Abgeordnetenkammer war. Er fungierte ferner zwischen 1963 und 1964 als Innen- und Justizminister in der Regierung von Staatspräsident João Goulart.

## Leben
Abelardo de Araújo Jurema begann nach dem Besuch des Ginásio Oswaldo Cruz in Recife ein Studium der Rechtswissenschaften an der Universidade Federal de Pernambuco (UFPE) und war nach dessen Abschluss 1938 mit einem Bacharel em Direito als Rechtsanwalt tätig. Noch während des Studiums wurde er mit dem Aufkommen des „Neuen Staates“ (Estado Novo) von Staatspräsident Getúlio Vargas 1937 Bürgermeister (Prefeito) seiner Geburtsstadt Itabaiana und bekleidete dieses Amt bis 1938. Ende der 1930er Jahre fungierte er zudem als Kabinettschef des „Interventor Federal“, der zwischen 1937 und 1947 das Amt des Gouverneurs des Bundesstaates Paraíba innehatte. Er fungierte 1940 während der Amtszeit des Bundesinterventionärs Antônio Galdino Guedes als Bildungsminister von Paraíba. Er bekleidete zwischen 1946 und 1947 das Amt des Bürgermeisters von João Pessoa.
Jurema, der zeitweise auch als Journalist tätig war, wurde 1953 für die Sozialdemokratische Partei PSD (Partido Social Democrático) Mitglied des Bundessenats (Senado Federal) und gehörte diesem als Vertreter des Bundesstaates Paraíba in der 39. bis 40. Legislaturperiode bis 1957 an. Er war zwischen dem 2. Februar 1959 und dem 18. Juni 1963 als Vertreter von Paraíba Mitglied der Abgeordnetenkammer (Câmara dos Deputados do Brasil) und war zwischen 1959 und 1960 zunächst stellvertretender Vorsitzender der Mehrheitsfraktion und  danach als Vorsitzender der PSD-Fraktion Mehrheitsführer (Líder da Maioria) in der Abgeordnetenkammer. Während seiner Parlamentszugehörigkeit war er zwischen 1959 und 1963 Mitglied des Ausschusses für Verfassung und Justiz, 1963 Vizevorsitzender des Bildungsausschusses sowie zugleich 1963 noch stellvertretendes Mitglied des Auswärtigen Ausschusses. Darüber hinaus fungierte er 1960 als Leiter der Direktion für wirtschaftliche Expansion des Arbeitsministeriums. Am 28. Februar 1961 wurde er zum Großoffizier des portugiesischen Ordens des Infanten Dom Henrique ernannt.

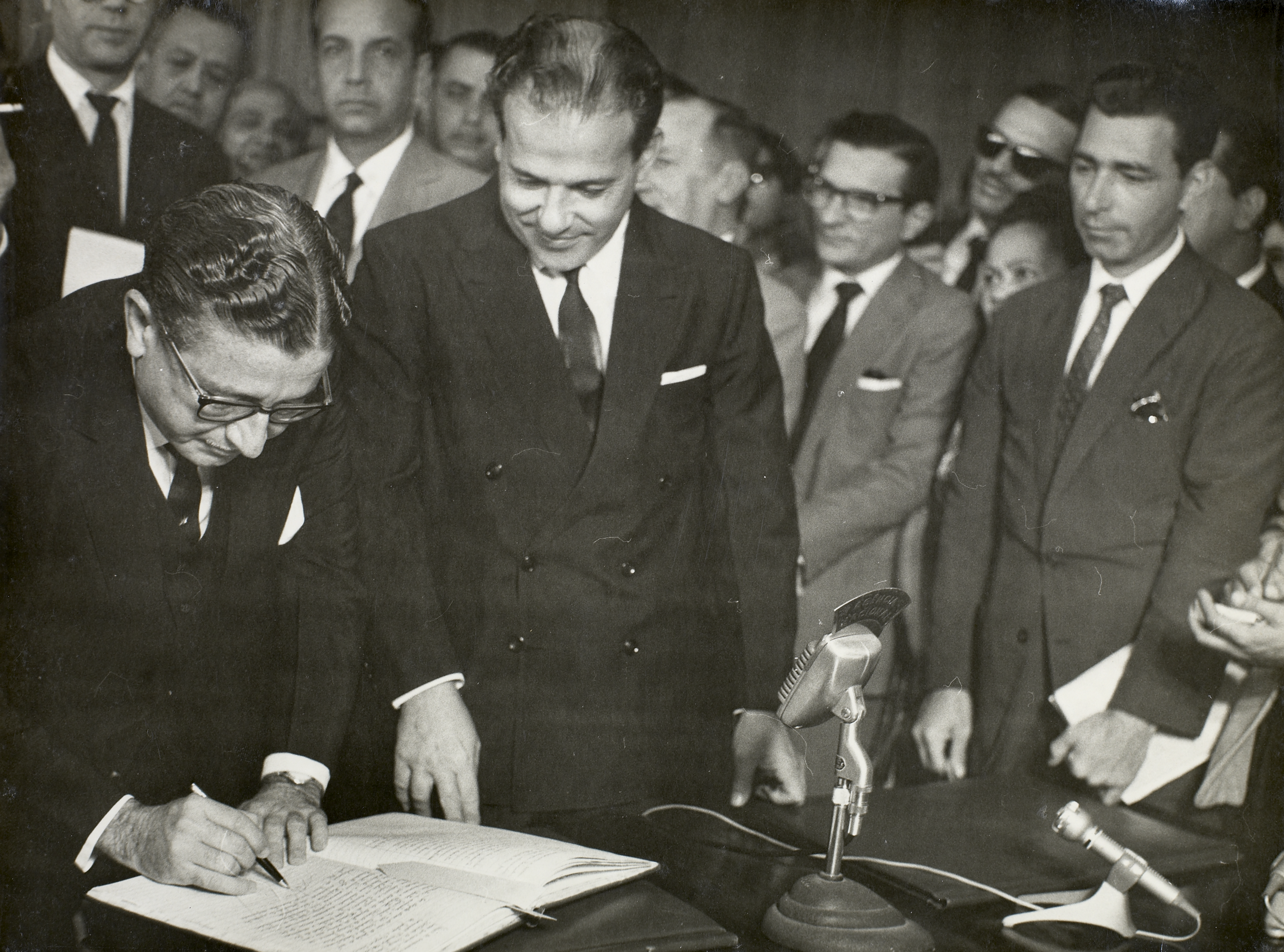
Abelardo Jurema (links) als Justizminister (1963).

Am 18. Juni 1963 übernahm Jurema als Nachfolger von Carlos Molinari Cairoli das Amt als Innen- und Justizminister in der Regierung von Staatspräsident João Goulart und bekleidete dieses bis zum Militärputsch vom 31. März 1964, woraufhin Luís da Gama e Silva neuer Innen- und Justizminister wurde. Seine am 2. Februar 1963 begonnene zweite Legislaturperiode als Mitglied der Abgeordnetenkammer (Deputado Federal) wurde nach dem Militärputsch in der Legislaturperiode 1963 bis 1967 gemäß den Bestimmungen des Artikels 10 des Institutionellen Gesetzes Nr. 1 vom 9. April 1964 und den Bestimmungen des Gesetzes Nr. 2 des Oberkommandos der Revolution vom 10. April 1964 widerrufen. Am 14. Januar 1982 wurde er als Nachfolger von Aurélio Moreno de Albuquerque Mitglied der Akademie für Literatur von Paraíba (Academia Paraibana de Letras) und gehörte dieser bis zu seinem Tode am 9. Februar 1999 an, woraufhin Mariana Cantalice Soares seine Nachfolgerin wurde.
Sein älterer Bruder Aderbal Jurema (1912–1986) war ebenfalls zwischen 1958 und 1978 Mitglied der Abgeordnetenkammer sowie von 1979 bis zu dessen Tode 1986 Mitglied des Bundessenats.